# Denis Schemelin
Denis Nikolajewitsch Schemelin (russisch Денис Николаевич Шемелин; * 24. Juli 1978 in der Kasachischen SSR) ist ein kasachischer Eishockeyspieler, der seit 2011 bei Molot-Prikamje Perm in der Wysschaja Hockey-Liga unter Vertrag steht.   

## Karriere
Denis Schemelin begann seine Karriere als Eishockeyspieler im Nachwuchsbereich von Kaszink-Torpedo Ust-Kamenogorsk, für dessen Profimannschaft er in der Saison 1998/99 sein Debüt in der Wysschaja Liga, der zweiten russischen Spielklasse, gab. Dabei erzielte er in insgesamt 42 Spielen vier Tore und gab sechs Vorlagen. Mit Torpedo wurde der Verteidiger in der Saison 2003/04 Kasachischer Meister. Nach dem Erfolg verließ er den Verein jedoch und schloss sich Neftechimik Nischnekamsk aus der russischen Superliga an. 
Nach drei Jahren bei den Russen begann er die Saison 2007/08 bei seinem Ex-Club Torpedo in Kasachstan, verließ diesen allerdings nach nur 14 Spielen, um für den Ligarivalen Barys Astana zu verteidigen. Nachdem Astana zur Saison 2008/09 in die neugegründete Kontinentale Hockey-Liga aufgenommen worden war, bestritt der ehemalige Nationalspieler seine ersten elf Spiele in der KHL. Es folgten eineinhalb Jahre beim Ligarivalen HK Lada Toljatti, ehe der Olympiateilnehmer von 2006 im Laufe der Saison 2009/10 bei Amur Chabarowsk unterschrieb. Zur Saison 2011/12 wechselte er zu Molot-Prikamje Perm aus der Wysschaja Hockey-Liga.

### International
Für Kasachstan nahm Schemelin an der Junioren-B-Weltmeisterschaft 1997, sowie im Seniorenbereich an den B-Weltmeisterschaften 1999, 2000, 2001 und 2002 teil. Des Weiteren trat er für sein Land bei der A-Weltmeisterschaft 2004 und den Olympischen Winterspielen 2006 in Turin an.

## Erfolge und Auszeichnungen
- 2004 Kasachischer Meister mit Kaszink-Torpedo Ust-Kamenogorsk

## KHL-Statistik
(Stand: Ende der Saison 2010/11)